# 燕武成后
燕武成后（?—?），是中国战国时期燕国国君燕武成王之夫人。
燕武成后是赵国人，趙威和趙惠文王的女兒。嫁給燕武成王。《戰國策》記載，触龙勸諫趙威后時，說：“父母之爱子，则为之计深远。媪之送燕后也，持其踵，为之泣，念悲其远也，亦哀之矣。已行，非弗思也，祭祀必祝之，祝曰：‘必勿使反。’”以勸說趙威后送長安君到齐国做人質。